# Miha Robič
Miha Robič (* 16. August 1993 in Ljubljana; † 22. September 2021 in Količevo, Gemeinde Domžale) war ein slowenischer Fußballspieler.

## Karriere
Robič begann seine Karriere beim NK Olimpija Ljubljana. Zur Saison 2011/12 wechselte er zum Zweitligisten NK Radomlje. Bei Radomlje kam er allerdings ausschließlich für die U-19 zum Einsatz. Im Januar 2012 wechselte er nach Malta zum Erstligisten FC Valletta. Sein erstes und einziges Spiel für Valletta in der Maltese Premier League absolvierte er im selben Monat gegen die Sliema Wanderers. Mit dem Hauptstadtklub wurde er zu Saisonende Meister. Zur Saison 2012/13 kehrte er wieder nach Radomlje zurück. Diesmal kam er zu sieben Einsätzen in der 2. SNL für den Verein.
Im Januar 2013 wechselte er zum unterklassigen NK Komenda. Zur Saison 2013/14 wechselte Robič nach Österreich zum fünftklassigen SK Kühnsdorf. Für Kühnsdorf kam er bis Saisonende zu 28 Einsätzen in der Unterliga, in denen er 15 Tore erzielte. Mit dem Verein stieg er zu Saisonende in die Kärntner Liga auf. Nach dem Aufstieg wechselte er zur Saison 2014/15 zu den drittklassigen Amateuren des Wolfsberger AC. Für den WAC II kam er zu 27 Einsätzen in der Regionalliga, in denen er sechsmal traf.
Zur Saison 2015/16 wechselte er innerhalb der Stadt zum viertklassigen ATSV Wolfsberg. Für den ATSV absolvierte er in seiner ersten Spielzeit 27 Partien in der Kärntner Liga, zu Saisonende stieg er mit dem Team in die Regionalliga auf. In der dritthöchsten Spielklasse kam er 2016/17 zu 19 Einsätzen, der ATSV stieg allerdings nach einer Spielzeit wieder in die vierte Liga ab. Zur Saison 2017/18 wechselte er innerhalb der Kärntner Liga zum SVG Bleiburg. In eineinhalb Jahren in Bleiburg kam er zu 30 Einsätzen in der vierthöchsten Spielklasse. Im Februar 2019 wechselte er ein zweites Mal zu den WAC-Amateuren, diesmal absolvierte er sieben Regionalligapartien für die „Jung-Wölfe“.
Zur Saison 2019/20 wechselte Robič zum fünftklassigen ASK Klagenfurt. Für die Klagenfurter kam er zu 15 Unterligaeinsätzen. Im Januar 2020 verließ er Österreich schließlich nach sechseinhalb Jahren wieder und wechselte nach Deutschland zum unterklassigen VfL Waldkraiburg. Zur Saison 2021/22 kehrte er wieder nach Österreich zurück und wechselte erneut nach Wolfsberg, diesmal allerdings zum FC St. Michael, für den er jedoch kein Spiel bestreiten sollte.

## Tod
Robič starb am 22. September 2021 bei einem Verkehrsunfall in seiner slowenischen Heimat.